# Johann Ludwig Krapf
Johann Ludwig Krapf (Derendingen, 11 de enero de 1810 - Korntal, 26 de noviembre de 1881) fue un misionero alemán, etnólogo y lingüista explorador del África Oriental.
Junto con Johannes Rebmann, misionero y autor, entre otras cosas, del diccionario de suajili descubrió el interior del África oriental. Se cree que fueron los primeros europeos en ver el Kilimanjaro y el Kenia. El 1836, después de estudiar teología, fue a Etiopía para trabajar como misionero en nombre de la Iglesia Anglicana. 

## Biografía

### Primeros años
Krapf provenía de una familia de agricultores relativamente rica. A partir de mayo de 1827 recibió formación como misionero en la Misión de Basilea, pero la abandonó al cabo de dos años y en su lugar estudió teología protestante en Tubinga entre 1829 y 1834.

### Etiopía 1837–1843
En 1836 se convirtió en miembro de la Sociedad Misionera de la Iglesia Inglesa. En su nombre, Krapf viajó a Abisinia en 1837. Poco después de su llegada a Adua en 1838, fue expulsado por instigación de un misionero católico y luego fue a territorio  oromo, en la provincia de Shoa, en 1839. Después de un viaje a El Cairo en 1842, se casó con una mujer de Basilea en Alejandría.

### África Oriental 1843–1855
En 1844 fundó la primera estación misionera inglesa entre los mijikenda en África Oriental, al norte de Mombasa, a la que llamó Rabbai Mpya (Nuevo Rabbai) en kiswahili. Aquí comenzó a traducir la Biblia. Acompañado por el misionero Johannes Rebmann emprendió varios viajes con éxito al interior, a Teita, Usambara, la región Kikuyu y al río Tana.
Durante estos viajes de descubrimiento al interior de África Oriental, Rebmann descubrió el monte Kilimanjaro para el mundo europeo el 11 de mayo de 1848, y Krapf descubrió el macizo del monte Kenia el 3 de diciembre de 1849. Sin embargo, en Europa las historias de los dos misioneros y exploradores de que había hielo y nieve cerca del ecuador no fueron creídas durante años. Se piensa que Krapf dio el nombre a la montaña cuando preguntó a los akamba locales cómo se llamaba y ellos le respondieron kiinyaa, que supuestamente significa 'montaña del avestruz', porque la capa de nieve se parecía a la gorra de un avestruz. Otros dicen que la palabra kikuyu era kere-nyaga o montaña blanca. 
Después de recibir repetidos informes sobre la existencia de un gran lago interior, Krapf y Rebmann registraron estos hallazgos en un mapa para la Royal Geographical Society, facilitando así el primer viaje de Richard Francis Burton y John Hanning Speke al África interior y el descubrimiento de los grandes lagos en las cabeceras del Nilo.

### Últimos años
En 1855, por motivos de salud, se instaló en Korntal, donde más tarde le seguiría su compañero Johannes Rebmann. En 1861 acompañó a dos misioneros de las Iglesias Metodistas Libres Unidas al África Oriental, y en 1868 sirvió en una expedición militar inglesa bajo el mando de lord Napier como experto en el país e intérprete. Dedicó su tiempo sobre todo a estudiar lingüística: tradujo grandes partes de la Biblia al tigriña, oromo (galla), amárico y etíope antiguo. En 1881 murió de un derrame cerebral en Korntal.